# Pablo Auladell Pérez
Pablo Auladell Pérez   (Alacant, 1972) és un il·lustrador i dibuixant de còmics alacantí. El 2006 va guanyar el Premi Josep Toutain a l'Autor Revelació del Saló Internacional del Còmic de Barcelona de 2006.

## Biografia i obra
Pablo Auladell es va llicenciar en Filologia a la Universitat d'Alacant. Durant la seua joventut també es va formar de manera autodidacta en els camps del còmic i la il·lustració. El 1996 es va incorporar en el col·lectiu La Taverna del Ñu Azul (amb Pedro F. Navarro, Miguel Ángel Díez i Miguel Ángel Bejerano), amb el que va començar a publicar històries curtes en diversos fanzines.
Pablo va obtenir un reconeixent i un impuls important quan va guanyar el Premio Nacional de Cómic d'Espanya, donat per l'Injuve l'any 2000. L'any 2001 va publicar la seua primera obra monogràfica llarga, El camino del titiritero que el va fer ser candidat al Premi Josep Toutain a Millor Autor Revelació del Saló del Còmic de Barcelona l'any següent. A la dècada del 2000 també va participar en diversos àlbums de còmics col·lectius editats per SinSentido: Plagio de encantes (2001), Tapa roja (2004) i Lanza en astillero (2005), tots ells coordinats per Jesús Cuadrado. Per la mateixa editorial va il·lustrar també amb altres autors l'adaptació al còmic de la novel·la de Joseph Conrad, El corazón de las tinieblas el 2002. Entre les obrescurtes que va fer per altres editorials hi ha històries publicades a revistes com Idiota y diminuto i Tos. El 2005 Edicions de Ponent li va publicar la seua segona monografia, La torre blanca amb la qual l'autor va ser candidat als premis de Millor Obra Espanyola, de Millor Dibuix i d'Autor Revelació (que va guanyar) en el Saló del Còmic de Barcelona de 2009. Finalment, aquest mateix any, va participar amb altres autors en l'àlbum de còmics col·lectiu Almanaque ilustrado del fin del mundo, que fou coordinat per Micharmut. El 2013 Auladell estava adaptant al còmic l'obra clàssica El paraís perdut de John Milton.
En el camp de la il·lustració de llibres, destaca la seua labor en la literatura infantil i ha fet dibuixos per nombroses editorials com Anaya, Edelvives i Kalandrana. També ha rebut premis importants en el món de la il·lustració i ha participat en exposicions internacionals.

## Obres
En el còmic, Pablo Auladell ha creat dibuixos per les següents obres:
- 1998 - Certamen de Cómic Injuve, catàleg del Ministerio de Trabajo y Asuntos Sociales, número 1 (Certámen de Cómic).
- 2001 - Plagio de encantes, llibre il·lustrat de d'Ediciones SinSentido, número 1.
- 2002 - El corazón de las tinieblas, llibre de còmics editat per SinSentido, número 1.
- 2002 - Tos, revista de còmics d'Ediciones SinSentido/Astiberri, números 1 i 2.
- 2003 - Tapa Roja, llibre de còmics de SinSentido.
- 2005 - Lanza en astillero, llibre de còmics de SinSentido.
- 2007 - Colección Crepúsculo, llibre de còmics d'Edicions de Ponent, números 8 (La torre blanca) i 29 (Equador).
- 2007 - El Manglar, revista de còmics de Dibbuks, número 1.
- 2008 - Colección Mercat, llibre de còmics d'Ediciones Joputa C.B./Edicions de Ponent, número 26 (Soy mi sueño).
- 2009 - Colección siete dedos, quadern de còmics d'Edicions de Ponent, números 2 i 3.
- Sense data - Idiota y diminuto, revista de còmics de l'editorial Idiota y diminuto.

## Premis
Els principals premis que ha guanyat Pablo en el món del còmic i la il·lustració són:
- Guanyà el Premio Nacional de Cómic de España de l'Injuve el 2000.
- Nominat al Premi Josep Toutain a l'Autor Revelació al Saló Internacional del Còmic de Barcelona de 2002 per l'obra El camino del titiritero.
- Guanyador del Premi Josep Toutain a l'Autor Revelació al Saló Internacional del Còmic de Barcelona de 2006. En aquesta edició també va ser nominat als premis de Millor Obra espanyola i Millor Dibuix.
- Guanyador del Premi Internacional d'Àlbum Il·lustrat Ciutat d'Alacant.[7]
- Guanyà el Premio Nacional de Cómic de España per El paraíso perdido el 2016.[8]